# Pfenderinidae
Pfenderinidae es una familia de foraminíferos bentónicos de la superfamilia Pfenderinoidea, del suborden Orbitolinina y del orden Loftusiida. Su rango cronoestratigráfico abarca desde el Liásico (Jurásico inferior) hasta el Maastrichtiense (Cretácico superior).

## Discusión
Clasificaciones previas incluían Pfenderinidae en la Superfamilia Ataxophragmioidea, así como en el suborden Textulariina del orden Textulariida o en el orden Lituolida.

## Clasificación
Pfenderinidae incluye a las siguientes subfamilias y géneros:
- Subfamilia Pseudopfenderininae
  - Pseudopfenderina †
  - Siphovalvulina †
- Subfamilia Paleopfenderininae
  - Conicopfenderina †
  - Chablaisia †
  - Paleopfenderina †
  - Pseudoeggerella †
  - Sanderella †
  - Satorina †
  - Steinekella †
- Subfamilia Pfenderininae
  - Dobrogelina †
  - Drevennia †
  - Pfenderella †
  - Pfenderina †
- Subfamilia Kurbuniinae
  - Conicokurnubia †
  - Gyroconulina †
  - Kurnubia †
  - Praekurnubia †